# Sarrazac (Dordogne)
Pour les articles homonymes, voir Sarrazac.
Sarrazac est une commune française située dans le département de la Dordogne, en région Nouvelle-Aquitaine.

## Géographie

### Généralités
La commune est arrosée au nord-ouest et à l'ouest par l'Isle, au sud-ouest par son affluent, le Lavaud, ainsi que par le Boucheron à l'est et le Roulet au nord-est.
Neuf kilomètres à l'est-nord-est de Thiviers et dix kilomètres au nord-ouest de Lanouaille, le bourg de Sarrazac se trouve au croisement des routes départementales 67, 79 et 81.

### Communes limitrophes
Sarrazac est limitrophe de sept autres communes.
| Saint-Paul-la-Roche |                           | Jumilhac-le-Grand |
| Nantheuil           | Sarrazac                  | Sarlande          |
| Nanthiat            | Saint-Sulpice-d'Excideuil | Dussac            |

### Géologie et relief

#### Géologie
Situé sur la plaque nord du Bassin aquitain et bordé à son extrémité nord-est par une frange du Massif central, le département de la Dordogne présente une grande diversité géologique. Les terrains sont disposés en profondeur en strates régulières, témoins d'une sédimentation sur cette ancienne plate-forme marine. Le département peut ainsi être découpé sur le plan géologique en quatre gradins différenciés selon leur âge géologique. Sarrazac est dans le gradin extrême nord-est que constitue le dernier contrefort du Massif central, avec des roches cristallines formées au Paléozoïque, antérieurement au Carbonifère.
Les couches affleurantes sur le territoire communal sont constituées de formations superficielles du Quaternaire et de roches sédimentaires datant pour certaines du Cénozoïque, et pour d'autres du Mésozoïque et du Paléozoïque, ainsi que de roches métamorphiques. La formation la plus ancienne, notée ξ1, se compose de micaschistes lamelleux à deux micas, parfois grenats et silicates d'alumine (groupe de la Dronne, Néoprotérozoïque à Cambrien). La formation la plus récente, notée CFp, fait partie des formations superficielles de type colluvions indifférenciées de versant, de vallon et plateaux issues d'alluvions, molasses, altérites. Le descriptif de ces couches est détaillé dans  les feuilles « no 735 - Thiviers » et « no 736 - Saint-Yrieix-la-Perche » de la carte géologique au 1/50 000 de la France métropolitaine, et leurs notices associées,.

Carte géologique de Sarrazac.

#### Relief et paysages
Le département de la Dordogne se présente comme un vaste plateau incliné du nord-est (491 m, à la forêt de Vieillecour dans le Nontronnais, à Saint-Pierre-de-Frugie) au sud-ouest (2 m à Lamothe-Montravel). L'altitude du territoire communal varie quant à elle entre 155 mètres et 349 mètres,.
Dans le cadre de la Convention européenne du paysage entrée en vigueur en France le 1er juillet 2006, renforcée par la loi du 8 août 2016 pour la reconquête de la biodiversité, de la nature et des paysages, un atlas des paysages de la Dordogne a été élaboré sous maîtrise d’ouvrage de l’État et publié en octobre 2020. Les paysages du département s'organisent en huit unités paysagères,. La commune est dans l'unité paysagère du « Périgord limousin » qui correspond à la région naturelle du Nontronnais. Ce territoire forme un plateau collinaire aux pentes douces et sommets arasés, d’altitude moyenne autour des 300 m dont le point culminant est également celui de la Dordogne. Ce plateau cristallin est vallonné et dominé par les prairies aux horizons boisés. Il est entaillé de vallées profondes aux versants forestiers,.
La superficie cadastrale de la commune publiée par l'Insee, qui sert de référence dans toutes les statistiques, est de 29,89 km2,,. La superficie géographique, issue de la BD Topo, composante du Référentiel à grande échelle produit par l'IGN, est quant à elle de 30,46 km2.

### Hydrographie

#### Réseau hydrographique
La commune est située dans le bassin de la Dordogne au sein du Bassin Adour-Garonne. Elle est drainée par l'Isle, le Lavaud, le Roulet, le Boucheron, le Cachinaud, le Mulet, le ruisseau de Combeyrol et par divers petits cours d'eau, qui constituent un réseau hydrographique de 49 km de longueur totale,.
L'Isle, d'une longueur totale de 255,29 km, prend sa source dans la Haute-Vienne dans la commune de Janailhac et se jette dans la Dordogne — dont elle est le principal affluent — en rive droite face à Arveyres, en limite de Fronsac et de Libourne,. Elle borde intégralement la commune au nord-ouest et à l'ouest sur près de dix kilomètres face à Saint-Paul-la-Roche et Nantheuil.
Affluent de rive gauche de l'Isle, le ruisseau de Combeyrol borde la commune au nord-ouest sur près de 600 mètres face à Jumilhac-le-Grand.
Le Lavaud, d'une longueur totale de 11,7 km, prend sa source dans la commune de Dussac et se jette dans l'Isle en rive gauche, en limite de Nanthiat et de Sarrazac, face à Nantheuil. Il sert de limite naturelle au sud et au sud-ouest sur près de quatre kilomètres et demi.
Affluent de rive droite du Lavaud, le Cachinaud borde la commune au sud-est sur deux kilomètres et demi face à Dussac.
Autre affluent de rive droite du Lavaud, le Boucheron traverse la commune de l'est au sud sur plus de cinq kilomètres dont près de 500 mètres en limite de Sarlande.
Le Roulet, ou Laveau dans sa partie amont, d'une longueur totale de 11,71 km, prend sa source dans la commune de Jumilhac-le-Grand et se jette dans le Boucheron en rive droite à Sarrazac, 1,2 km au sud-est du bourg. Il baigne la moitié orientale de la commune sur cinq kilomètres.
Affluent de rive droite de la Loue, le Mulet prend sa source dans le sud-est de la commune qu'il arrose sur 750 mètres dont 500 mètres en limite de Sarlande.

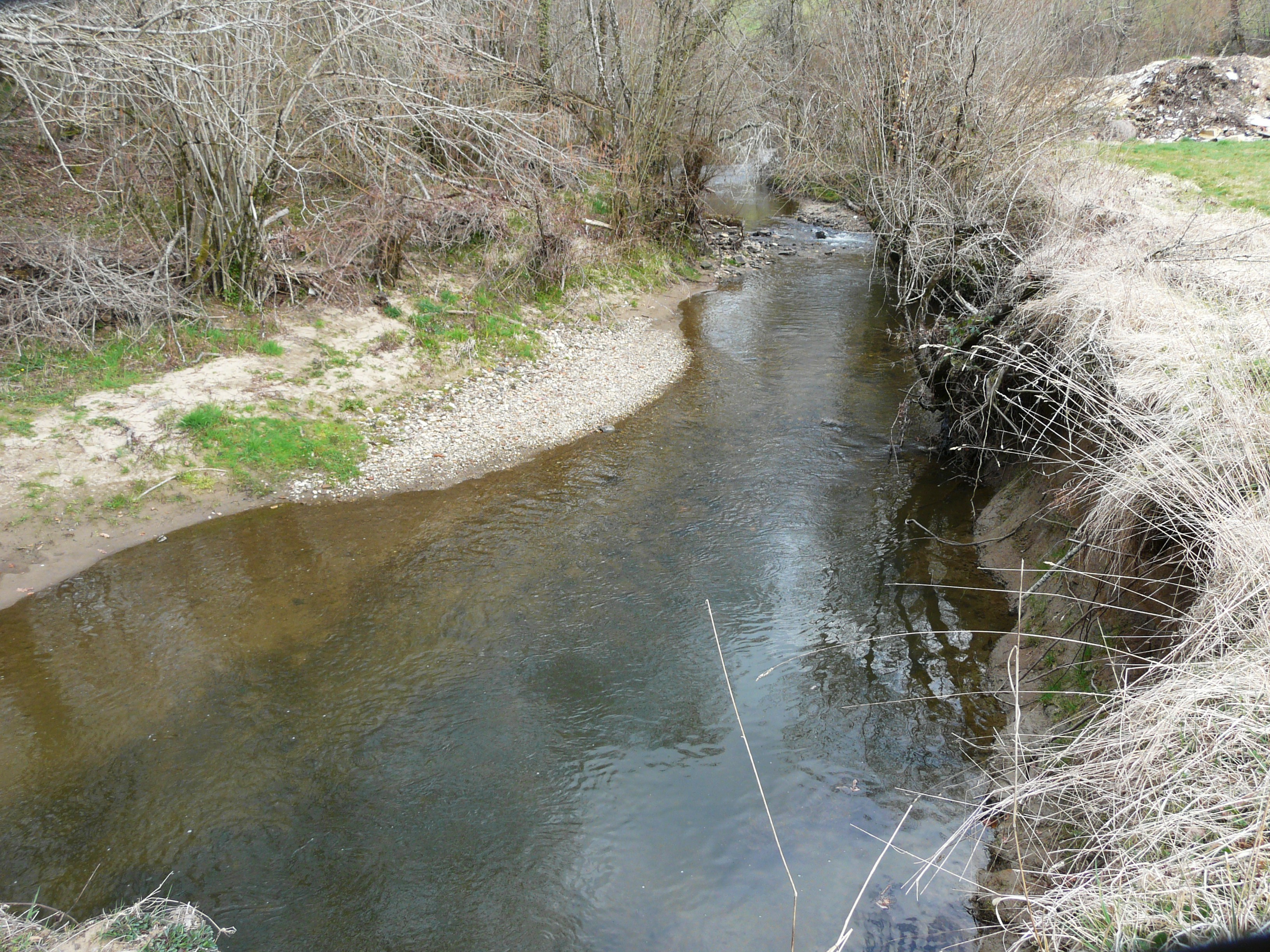
Le Lavaud en amont de Gengireau, en limite de Sarrazac (à gauche) et Saint-Sulpice-d'Excideuil.
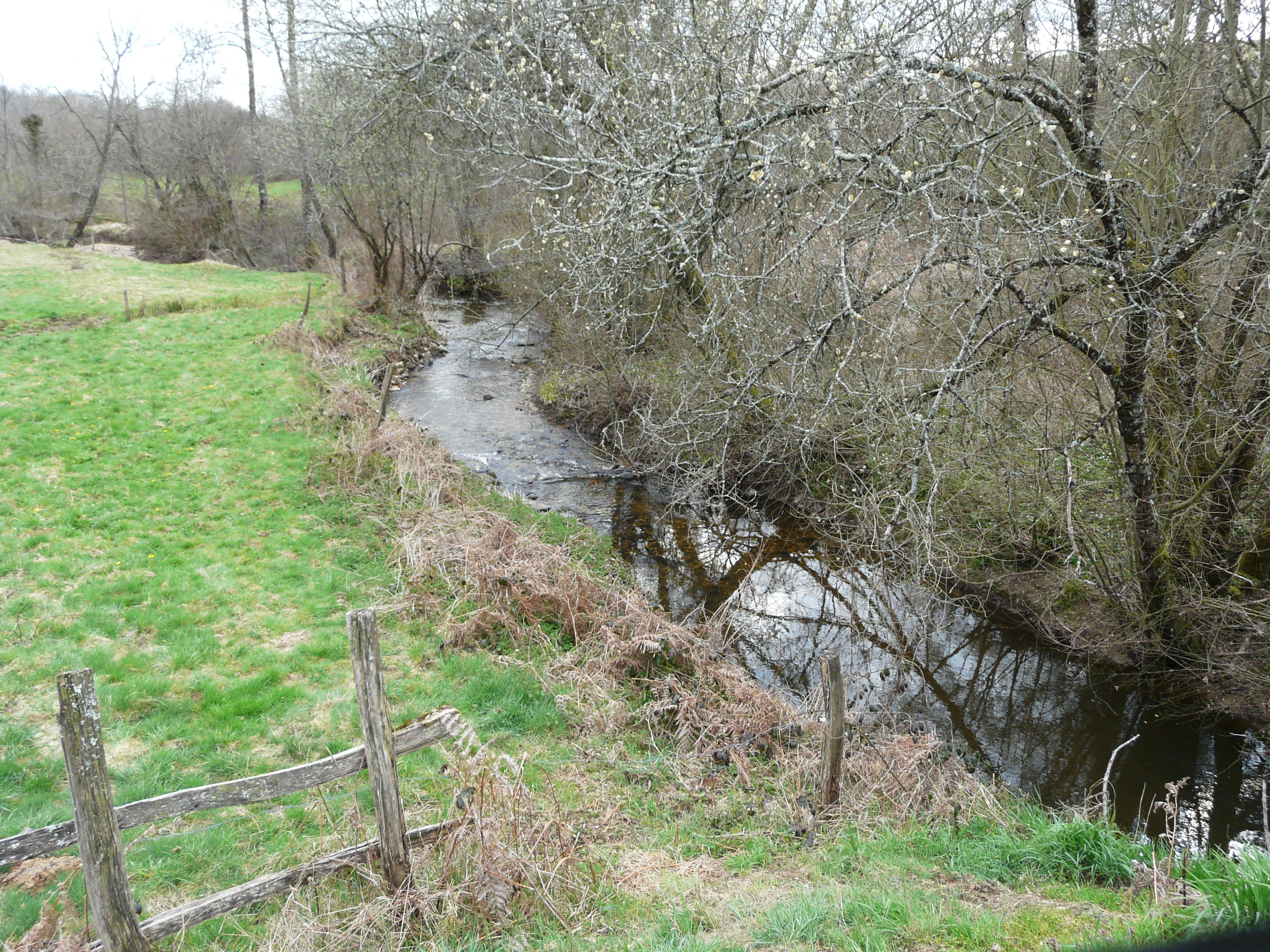
Le Roulet au pont entre entre Goudour et Sarrazac.
Réseaux hydrographique et routier de Sarrazac.

#### Gestion et qualité des eaux
Le territoire communal est couvert par le schéma d'aménagement et de gestion des eaux (SAGE) « Isle - Dronne ». Ce document de planification, dont le territoire regroupe les bassins versants de l'Isle et de la Dronne, d'une superficie de 7 500 km2, a été approuvé le 2 août 2021. La structure porteuse de l'élaboration et de la mise en œuvre est l'établissement public territorial de bassin de la Dordogne (EPIDOR). Il définit sur son territoire les objectifs généraux d’utilisation, de mise en valeur et de protection quantitative et qualitative des ressources en eau superficielle et souterraine, en respect des objectifs de qualité définis dans le troisième SDAGE  du Bassin Adour-Garonne qui couvre la période 2022-2027, approuvé le 10 mars 2022.
La qualité des eaux de baignade et des cours d’eau peut être consultée sur un site dédié géré par les agences de l’eau et l’Agence française pour la biodiversité.

### Climat
Pour des articles plus généraux, voir Climat de la Nouvelle-Aquitaine et Climat de la Dordogne.
Historiquement, la commune est exposée à un climat océanique aquitain.  
En 2020, Météo-France publie une typologie des climats de la France métropolitaine dans laquelle la commune est exposée à un climat océanique altéré et est dans la région climatique  Ouest et nord-ouest du Massif Central, caractérisée par une pluviométrie annuelle de 900 à 1 500 mm, maximale en automne et en hiver.
Pour la période 1971-2000, la température annuelle moyenne est de 11,7 °C, avec  une amplitude thermique annuelle de 14,9 °C. Le cumul annuel moyen de précipitations est de 1 011 mm, avec 13,2 jours de précipitations en janvier et 7,4 jours en juillet. Pour la période 1991-2020, la température moyenne annuelle observée sur la station météorologique la plus proche, située sur la commune de La Coquille à 12 km à vol d'oiseau, est de 12,1 °C et le cumul annuel moyen de précipitations est de 1 178,8 mm,. Pour l'avenir, les paramètres climatiques de la commune estimés pour 2050 selon différents scénarios d’émission de gaz à effet de serre sont consultables sur un site dédié publié par Météo-France en novembre 2022.

### Mileux naturels et biodiversité

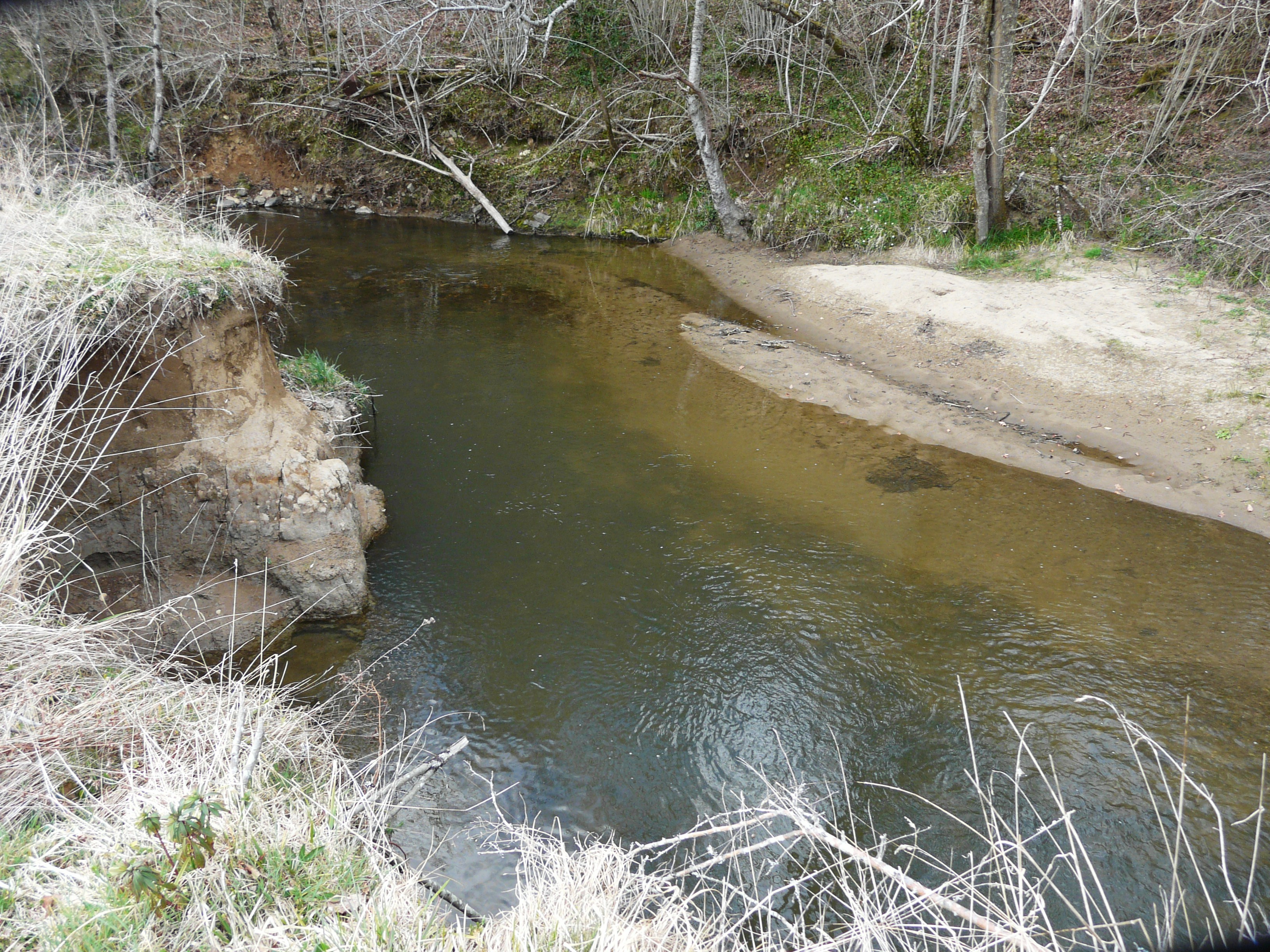
En limite de Sarrazac, le Lavaud en amont de Gengireau.

En limite de Nantheuil et à l'ouest de la commune, les gorges de l'Isle, ainsi que, au sud-ouest en limite de Nanthiat, les gorges de son affluent le Lavaud, font partie d'une zone naturelle d'intérêt écologique, faunistique et floristique (ZNIEFF) de type 1 à dominante boisée,.

## Urbanisme

### Typologie
Au 1er janvier 2024, Sarrazac est catégorisée commune rurale à habitat très dispersé, selon la nouvelle grille communale de densité à 7 niveaux définie par l'Insee en 2022.
Elle est située hors unité urbaine et hors attraction des villes,.

### Occupation des sols
L'occupation des sols de la commune, telle qu'elle ressort de la base de données européenne d’occupation biophysique des sols Corine Land Cover (CLC), est marquée par l'importance des territoires agricoles (65,4 % en 2018), une proportion sensiblement équivalente à celle de 1990 (65,3 %). La répartition détaillée en 2018 est la suivante : 
zones agricoles hétérogènes (51,2 %), forêts (34,6 %), prairies (8,5 %), cultures permanentes (3,8 %), terres arables (1,9 %). L'évolution de l’occupation des sols de la commune et de ses infrastructures peut être observée sur les différentes représentations cartographiques du territoire : la carte de Cassini (XVIIIe siècle), la carte d'état-major (1820-1866) et les cartes ou photos aériennes de l'IGN pour la période actuelle (1950 à aujourd'hui).

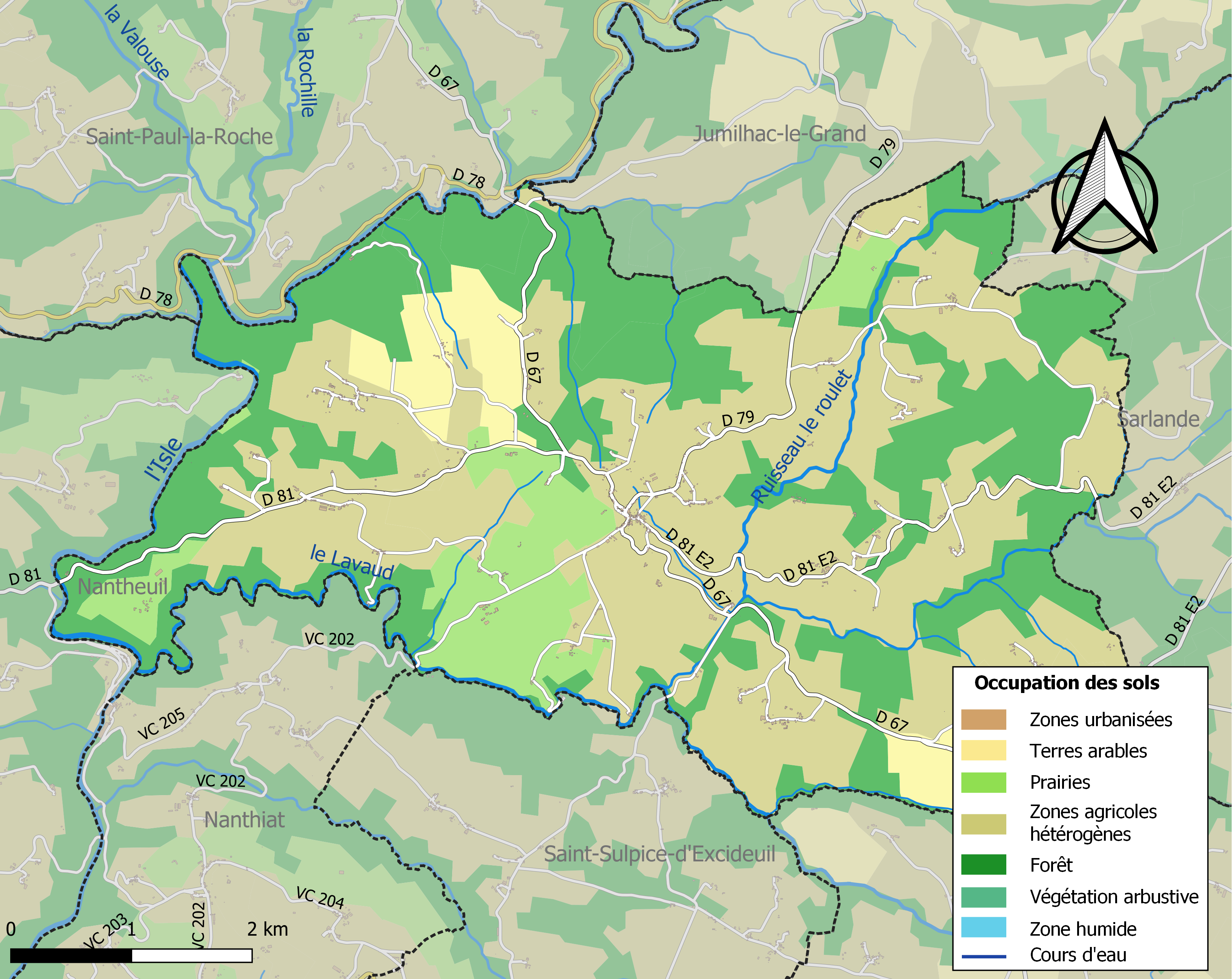
Carte des infrastructures et de l'occupation des sols de la commune en 2018 (CLC).

### Prévention des risques
Le territoire de la commune de Sarrazac est vulnérable à différents aléas naturels : météorologiques (tempête, orage, neige, grand froid, canicule ou sécheresse), inondations, feux de forêts, mouvements de terrains et séisme (sismicité très faible). Il est également exposé à un risque particulier : le risque de radon. Un site publié par le BRGM permet d'évaluer simplement et rapidement les risques d'un bien localisé soit par son adresse soit par le numéro de sa parcelle.

#### Risques naturels

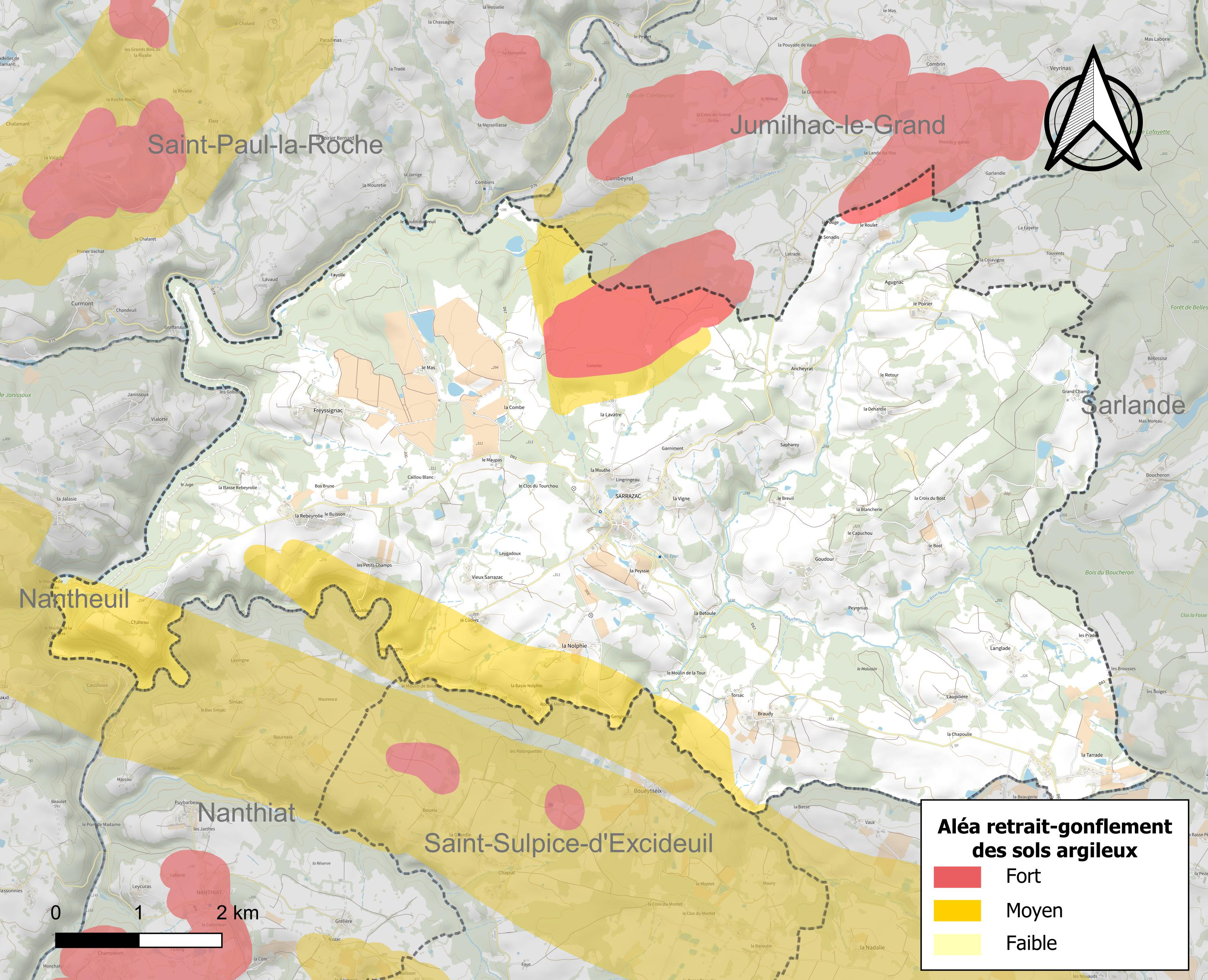
Carte des zones d'aléa retrait-gonflement des sols argileux de Sarrazac.

Certaines parties du territoire communal sont susceptibles d’être affectées par le risque d’inondation par débordement de cours d'eau, notamment l'Isle, la Valouse, le Lavaud et le ruisseau le Roulet. La commune a été reconnue en état de catastrophe naturelle au titre des dommages causés par les inondations et coulées de boue survenues en 1982, 1986, 1993, 1999 et 2007,.
Sarrazac est exposée au risque de feu de forêt. L’arrêté préfectoral du 14 mars 2013 fixe les conditions de pratique des incinérations et de brûlage dans un objectif de réduire le risque de départs d’incendie. À ce titre, des périodes sont déterminées : interdiction totale du 15 février au 15 mai et du 15 juin au 15 octobre, utilisation réglementée du 16 mai au 14 juin et du 16 octobre au 14 février. En septembre 2020, un plan inter-départemental de protection des forêts contre les incendies (PidPFCI) a été adopté pour la période 2019-2029,.
Les mouvements de terrains susceptibles de se produire sur la commune sont des tassements différentiels. Le retrait-gonflement des sols argileux est susceptible d'engendrer des dommages importants aux bâtiments en cas d’alternance de périodes de sécheresse et de pluie. 13,4 % de la superficie communale est en aléa moyen ou fort (58,6 % au niveau départemental et 48,5 % au niveau national métropolitain). Depuis le 1er octobre 2020, en application de la loi ÉLAN, différentes contraintes s'imposent aux vendeurs, maîtres d'ouvrages ou constructeurs de biens situés dans une zone classée en aléa moyen ou fort,.
La commune a été reconnue en état de catastrophe naturelle au titre des dommages causés par des mouvements de terrain en 1999.

#### Risque particulier
Dans plusieurs parties du territoire national, le radon, accumulé dans certains logements ou autres locaux, peut constituer une source significative d’exposition de la population aux rayonnements ionisants. Selon la classification de 2018, la commune de Sarrazac est classée en zone 3, à savoir zone à potentiel radon significatif.

## Toponymie

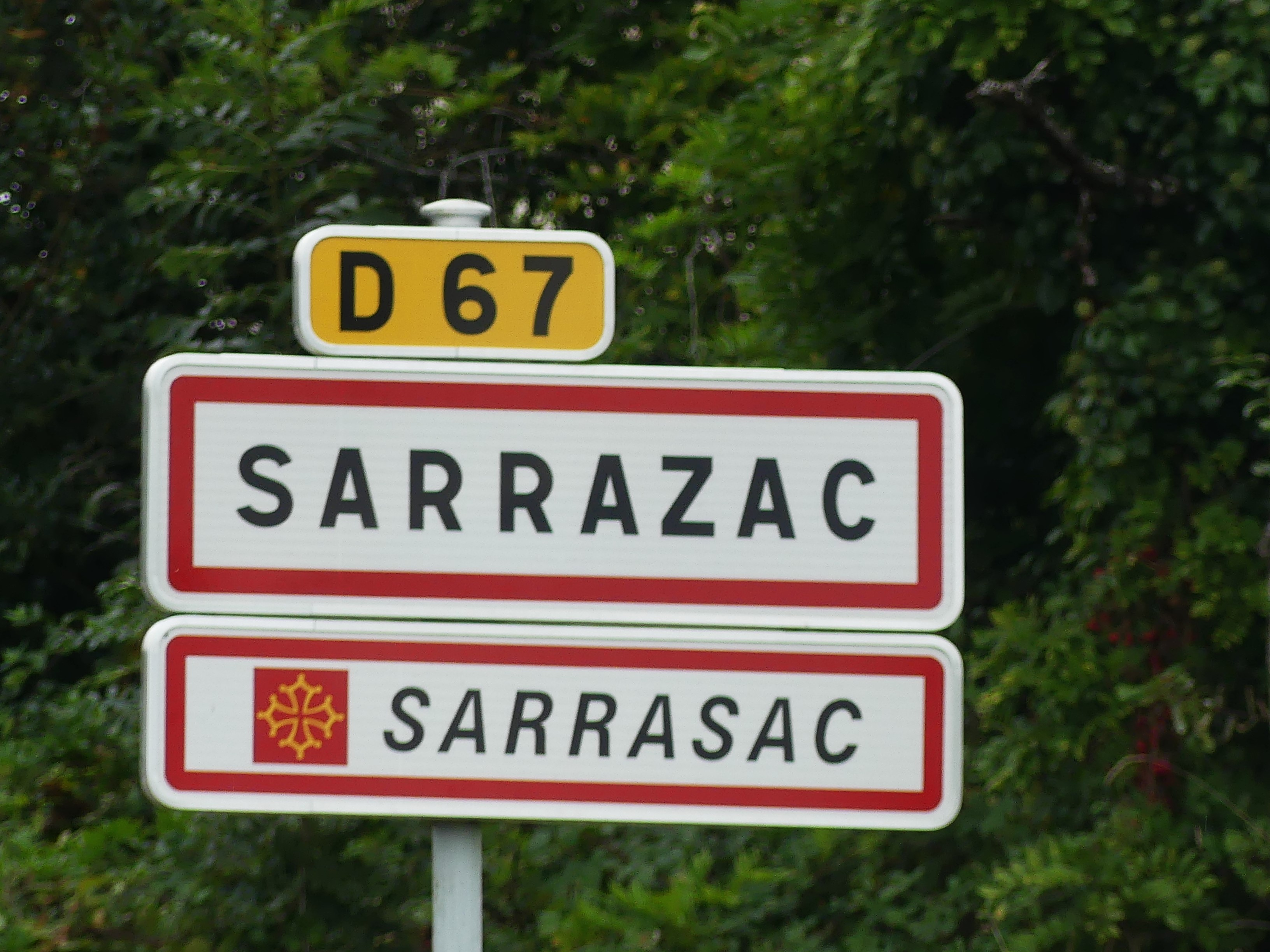
Panneau d'entrée au bourg de Sarrazac en français et occitan.

La plus ancienne mention écrite connue du lieu remonte au XIIIe siècle, déjà sous la forme actuelle Sarrazac.
Sur la carte de Cassini représentant la France entre 1756 et 1789, le village est identifié sous le nom de Sarazac.
Le nom de la commune provient du nom d'un personnage d'origine gallo-romane, Sarratius ou Cerratius, suivi du suffixe -acum, indiquant le « domaine de Sarratius (ou de Cerratius) ».
En occitan, le nom de la commune s'écrit Sarrasac,.

## Histoire
Le 29 mars 1944, cinq personnes dont quatre résistants du bataillon « Violette ». sont tuées au lieu-dit le Mas lors d'une confrontation avec les Allemands de la division Brehmer. Le 9 juillet de la même année, trois autres maquisards sont exécutés au pont de la Betoule.

## Politique et administration

### Rattachements administratifs
La commune de Sarrazac a, dès 1790, été rattachée au canton de Dussac qui dépendait du district d'Excideuil jusqu'en 1795, date de suppression des districts. Lorsque ce canton est supprimé par la loi du 8 pluviôse an IX (28 janvier 1801) portant sur la « réduction du nombre de justices de paix », la commune est rattachée au canton de Lanouaille nouvellement créé et dépendant de l'arrondissement de Nontron.

### Intercommunalité
Fin 2002, Sarrazac rejoint la communauté de communes Auvézère Loue qui, quelques mois plus tard, prend le nom de communauté de communes du Pays de Lanouaille. Celle-ci, agrandie en 2017, prend le nom de communauté de communes Isle-Loue-Auvézère en Périgord.

### Administration municipale
La population de la commune étant comprise entre 100 et 499 habitants au recensement de 2017, onze conseillers municipaux ont été élus en 2020,.

### Liste des maires
| Période                                  | Période   | Identité                 | Étiquette | Qualité           |
| ---------------------------------------- | --------- | ------------------------ | --------- | ----------------- |
| Les données manquantes sont à compléter. |           |                          |           |                   |
|                                          |           |                          |           |                   |
| 1977                                     | 1989      | Pierre Alexandre Granger | PCF       | Agriculteur       |
| 1989                                     | juin 1995 | Claudine Lafon           | SE        | Institutrice      |
| juin 1995                                | mars 2014 | Roger Barraud            | SE        | Retraité papetier |
| mars 2014                                | mai 2020  | Jean-Louis Cazes         |           |                   |
| mai 2020                                 | En cours  | Claudine Lafon           |           |                   |

## Équipements et services publics

### Eau
En 2024, la commune dépend du Syndicat intercommunal d'alimentation en eau potable (SIAEP) du Nord Est Périgord.

### Enseignement
En 2013, Sarrazac est organisée en regroupement pédagogique intercommunal (RPI) avec les communes de Dussac et de Saint-Sulpice-d'Excideuil au niveau des classes de primaire. La commune assure les classes de cours moyen, alors que celles de cours préparatoire et de cours élémentaire s'effectuent à Saint-Sulpice-d'Excideuil, et celles de maternelle à Dussac.

### Justice
En 2023, dans le domaine judiciaire, Sarrazac relève : 
- du tribunal judiciaire, du tribunal pour enfants, du conseil de prud'hommes et du tribunal de commerce de Périgueux ;
- du pôle Nationalité du tribunal judiciaire de Périgueux (compétent uniquement dans le domaine de la nationalité) ;
- de la cour d'appel, du tribunal administratif et de la  cour administrative d'appel de Bordeaux.

## Population et société

### Démographie
L'évolution du nombre d'habitants est connue à travers les recensements de la population effectués dans la commune depuis 1793. Pour les communes de moins de 10 000 habitants, une enquête de recensement portant sur toute la population est réalisée tous les cinq ans, les populations de référence des années intermédiaires étant quant à elles estimées par interpolation ou extrapolation. Pour la commune, le premier recensement exhaustif entrant dans le cadre du nouveau dispositif a été réalisé en 2005.

En 2022, la commune comptait 364 habitants, en évolution de −4,46 % par rapport à 2016 (Dordogne : +0,37 %, France hors Mayotte : +2,11 %).
| 1793  | 1800  | 1806  | 1821  | 1831  | 1836  | 1841  | 1846  | 1851  |
| ----- | ----- | ----- | ----- | ----- | ----- | ----- | ----- | ----- |
| 1 429 | 1 528 | 1 212 | 1 366 | 1 484 | 1 351 | 1 438 | 1 608 | 1 484 |

| 1856  | 1861  | 1866  | 1872  | 1876  | 1881  | 1886  | 1891  | 1896  |
| ----- | ----- | ----- | ----- | ----- | ----- | ----- | ----- | ----- |
| 1 440 | 1 384 | 1 443 | 1 290 | 1 343 | 1 428 | 1 476 | 1 463 | 1 540 |

| 1901  | 1906  | 1911  | 1921  | 1926  | 1931  | 1936  | 1946  | 1954 |
| ----- | ----- | ----- | ----- | ----- | ----- | ----- | ----- | ---- |
| 1 508 | 1 501 | 1 456 | 1 310 | 1 213 | 1 160 | 1 104 | 1 006 | 887  |

| 1962 | 1968 | 1975 | 1982 | 1990 | 1999 | 2005 | 2006 | 2010 |
| ---- | ---- | ---- | ---- | ---- | ---- | ---- | ---- | ---- |
| 823  | 750  | 592  | 526  | 478  | 404  | 395  | 395  | 377  |

| 2015 | 2020 | 2022 | - | - | - | - | - | - |
| ---- | ---- | ---- | - | - | - | - | - | - |
| 380  | 361  | 364  | - | - | - | - | - | - |

## Économie

### Emploi
En 2015, parmi la population communale comprise entre 15 et 64 ans, les actifs représentent 148 personnes, soit 38,9 % de la population municipale. Le nombre de chômeurs (quatorze) a augmenté par rapport à 2010 (onze) et le taux de chômage de cette population active s'établit à 9,5 %.

### Établissements
Au 31 décembre 2015, la commune compte quarante-cinq établissements, dont dix-neuf dans l'agriculture, la sylviculture ou la pêche, seize au niveau des commerces, transports ou services, cinq dans la construction, quatre relatifs au secteur administratif, à l'enseignement, à la santé ou à l'action sociale, et un dans l'industrie.

## Culture locale et patrimoine

### Lieux et monuments
- Église Saint-Hilaire et Saint-Léobon : l'édifice gothique a néanmoins conservé des murs romans[47].
- Manoir de Sarrazac.
- Le monument aux morts situé à l'intersection des RD 67 et 79, inauguré en août 1922. Il est surmonté de la statue du Poilu au repos, réalisée par Étienne Camus[67].

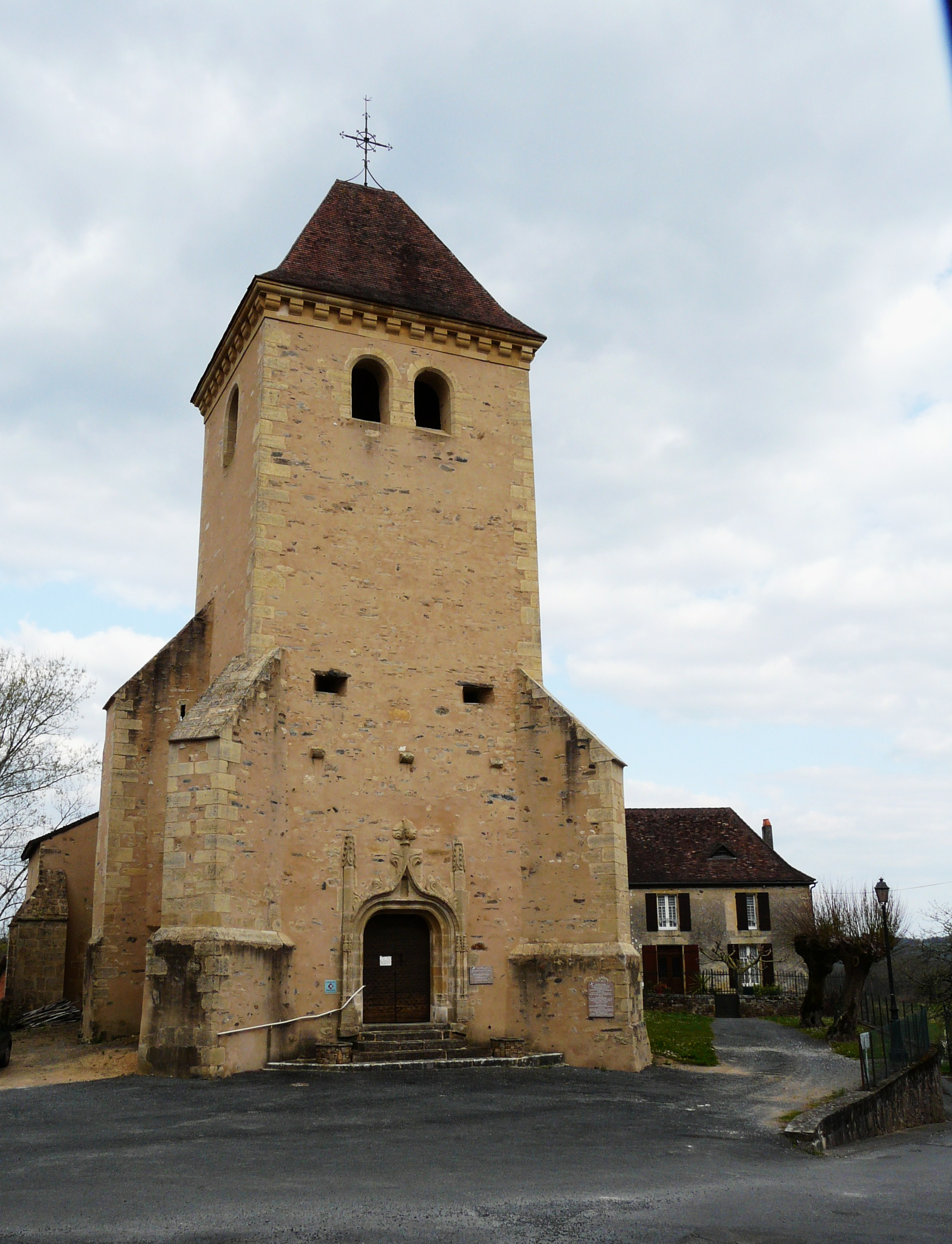
L'église Saint-Hilaire et Saint-Léobon.
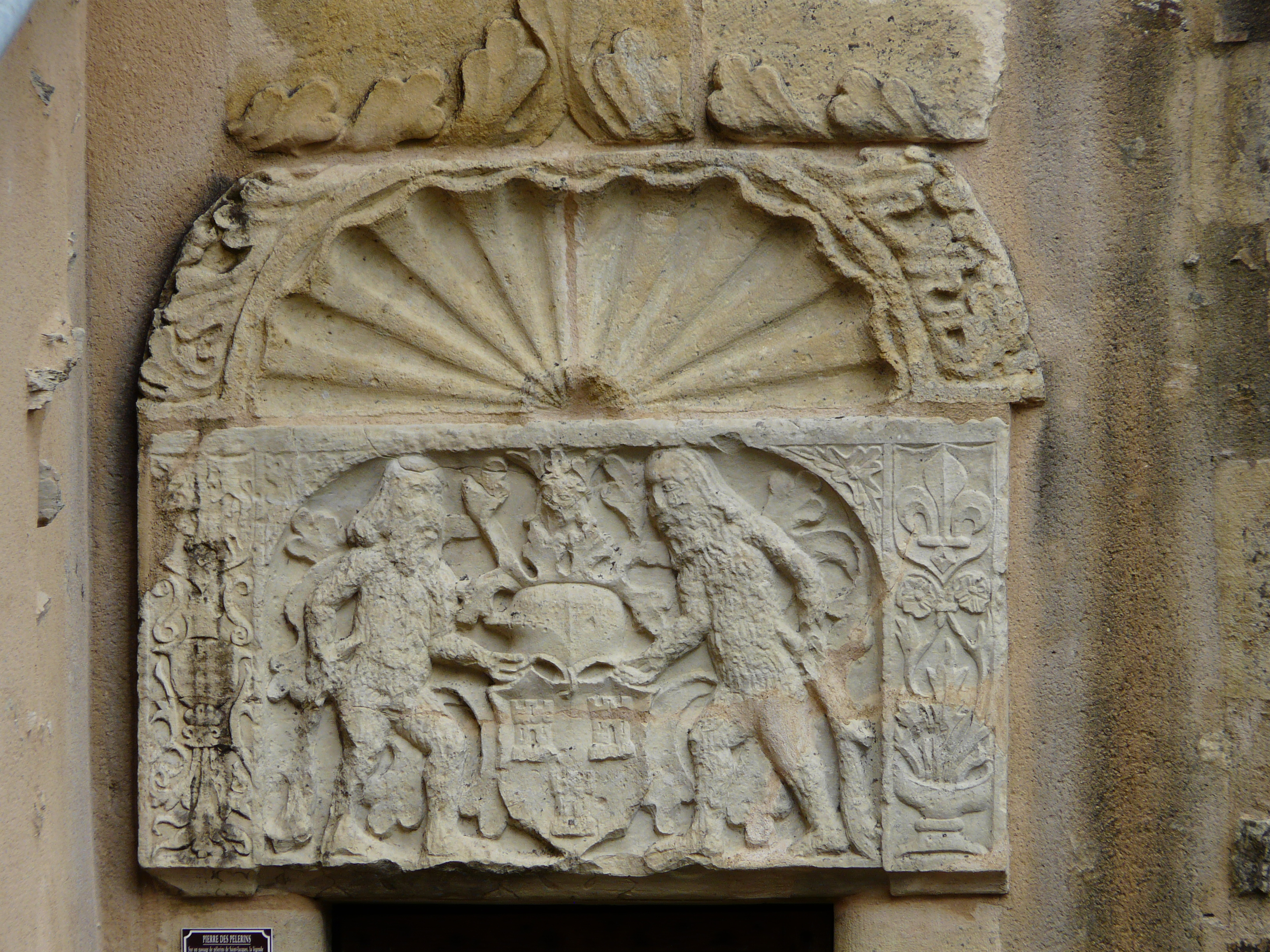
La pierre des pèlerins au-dessus de la porte de la sacristie.
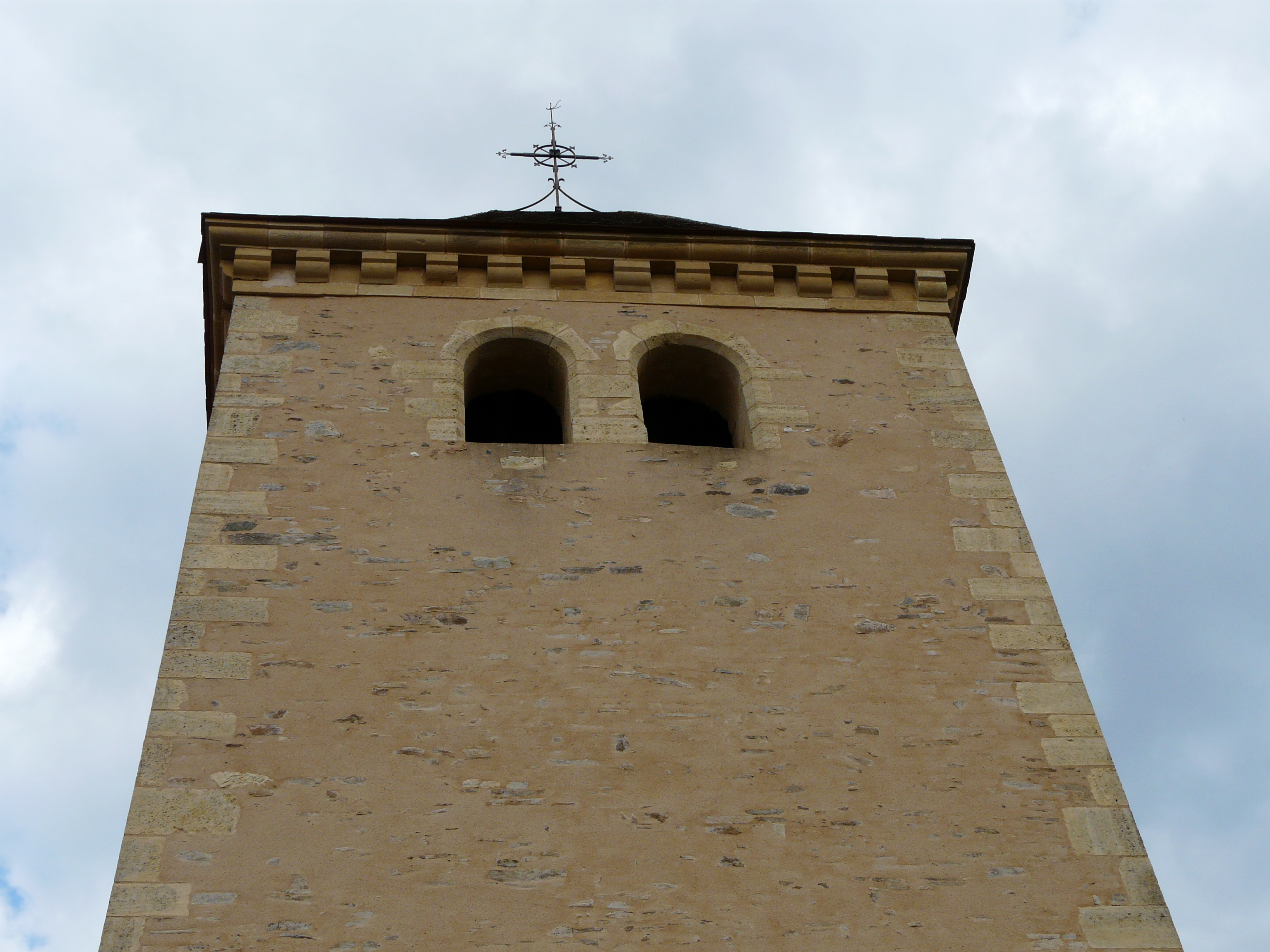
Le clocher de l'église.
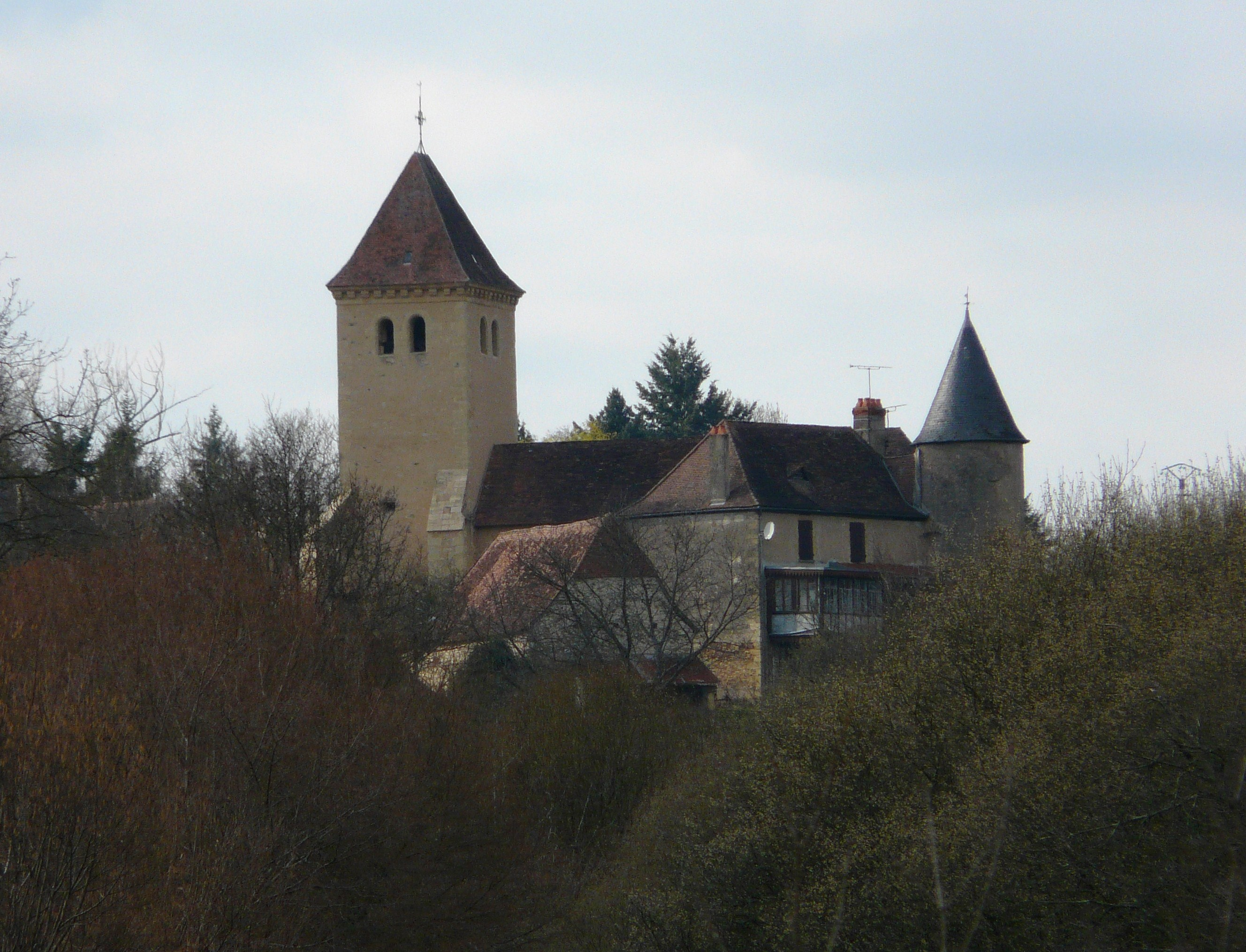
Le manoir de Sarrazac et l'église.
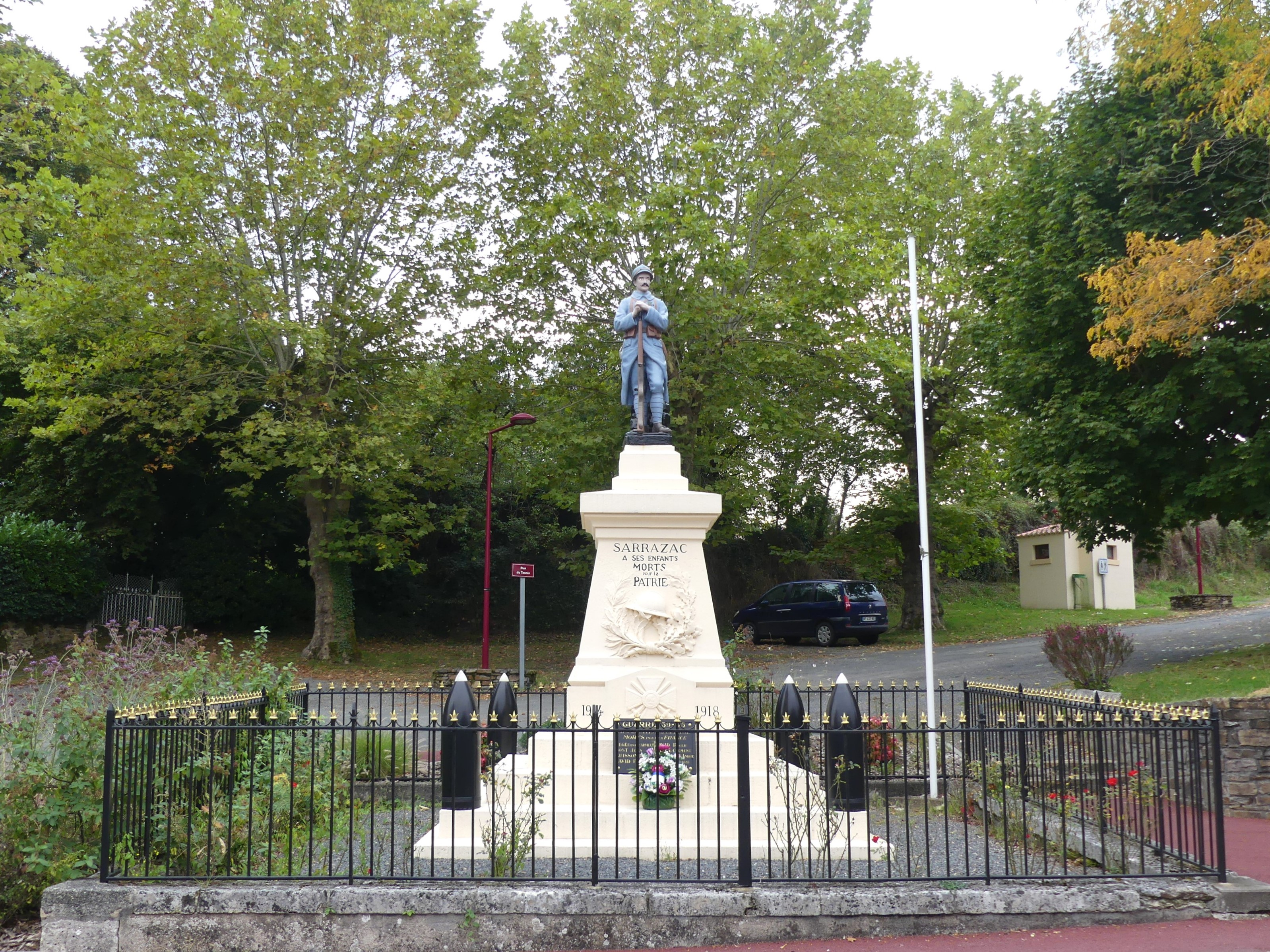
Le monument aux morts.
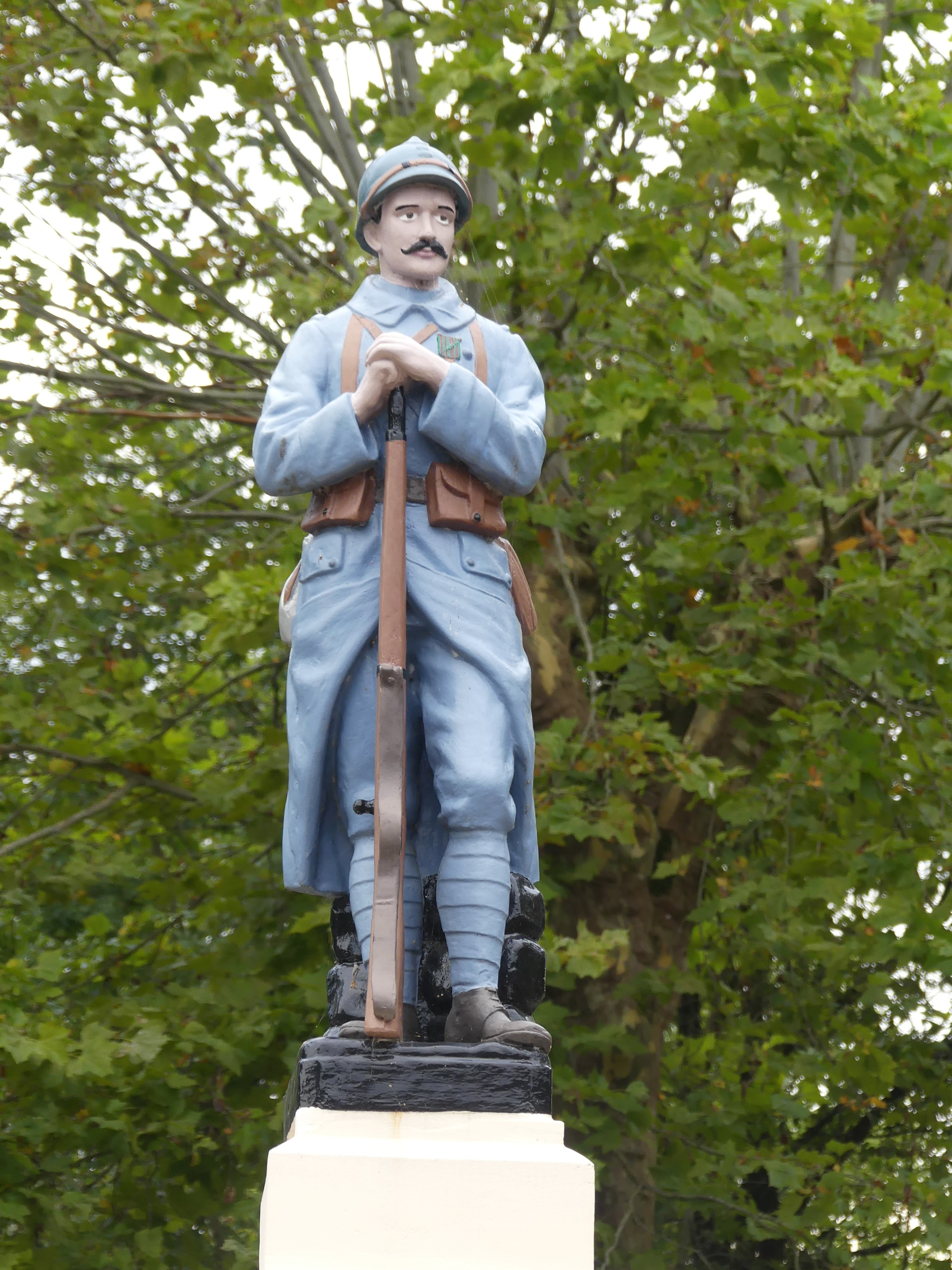
La statue du Poilu au repos.

## Pour approfondir